# SDSS J150243.091111557.3
SDSS J150243.091111557.3 – ciasny układ okrążających się wzajemnie trzech czarnych dziur. 
Znajduje się on w układzie galaktyk aktywnych, sformowanym wokół dwóch jąder: czarnych dziur J1502P i J1502S, odległych o 4 mld lat świetlnych od Ziemi. W 2010 został zidentyfikowany jako kwazar o przesunięciu z=0,39. Widmo tego obiektu było nietypowe, gdyż znajdywała się w nim emisja podwójnie zjonizowanego tlenu. Naukowcy doszli wtedy do wniosku, że są to dwie bardzo masywne czarne dziury. Jedną z tych dziur spowijał pył, więc nie została pierwotnie zaobserwowana. Astronomowie wykorzystali jednak technikę znaną jako interferometria wielkobazowa (VLBI). Dojrzano tą techniką w 2012 trzecią masywną czarną dziurę. Przed dokonaniem tego odkrycia Roger Deane i jego współpracownicy zbadali sześć podobnych galaktyk. Doszli do wniosku, że te układy mogą być powszechniejsze, niż się wydawało. Znaleziono dotychczas cztery takie układy. Odległość przestrzenna czarnych dziur krążących najbliżej siebie wynosiła 2,4 kiloparseka, a najmniejsza odległość między obiektami w tych układach wynosiła 140 parseków. Roger Deane na podstawie swoich badań doszedł do wniosku, że czarne dziury kształtują galaktyki.